# 長野市立川中島小学校
長野市立川中島小学校（ながのしりつ かわなかじましょうがっこう）は長野県長野市にある公立小学校。

## 概要
1869年創立の郷学「日新館」を源流とする、近代学校としては長野県で最も古く、全国でも2番目に古い歴史を持つ小学校である。2019年には創立150周年を迎えた。
日新館の時代に旧塩崎知行所（旗本藤井松平氏）の陣屋門が構内に移築されたが、その後の校舎移転に伴い現在の千曲市の民家に移動されていた。2021年、地元住民によって構内に再移転・復元された。

### 校章
1951年12月6日に制定された。戦後の1947年、国民学校から小学校と名称が変わったことを機に、川中島小学校の児童が平和を求め文化を高めるために互いに手を取り合って希望と清新の気に満ちた児童としての自覚を持つことを願って考えられた。1951年9月、サンフランシスコ講和条約が結ばれた記念として学校の記章を一般村民から募集し、信州大学教授の田原幸三が選定と修正を加え、決定された。
上下の三角円は川中島のシンボルであり農産物の第一であった小麦の花を表している。「小」の字を囲む三円は川中島三地区（上氷鉋・四ツ屋・今里）を表していて、固く輪で結ばれている。

## 沿革
- 1869年6月5日 「日新館」創立開校。

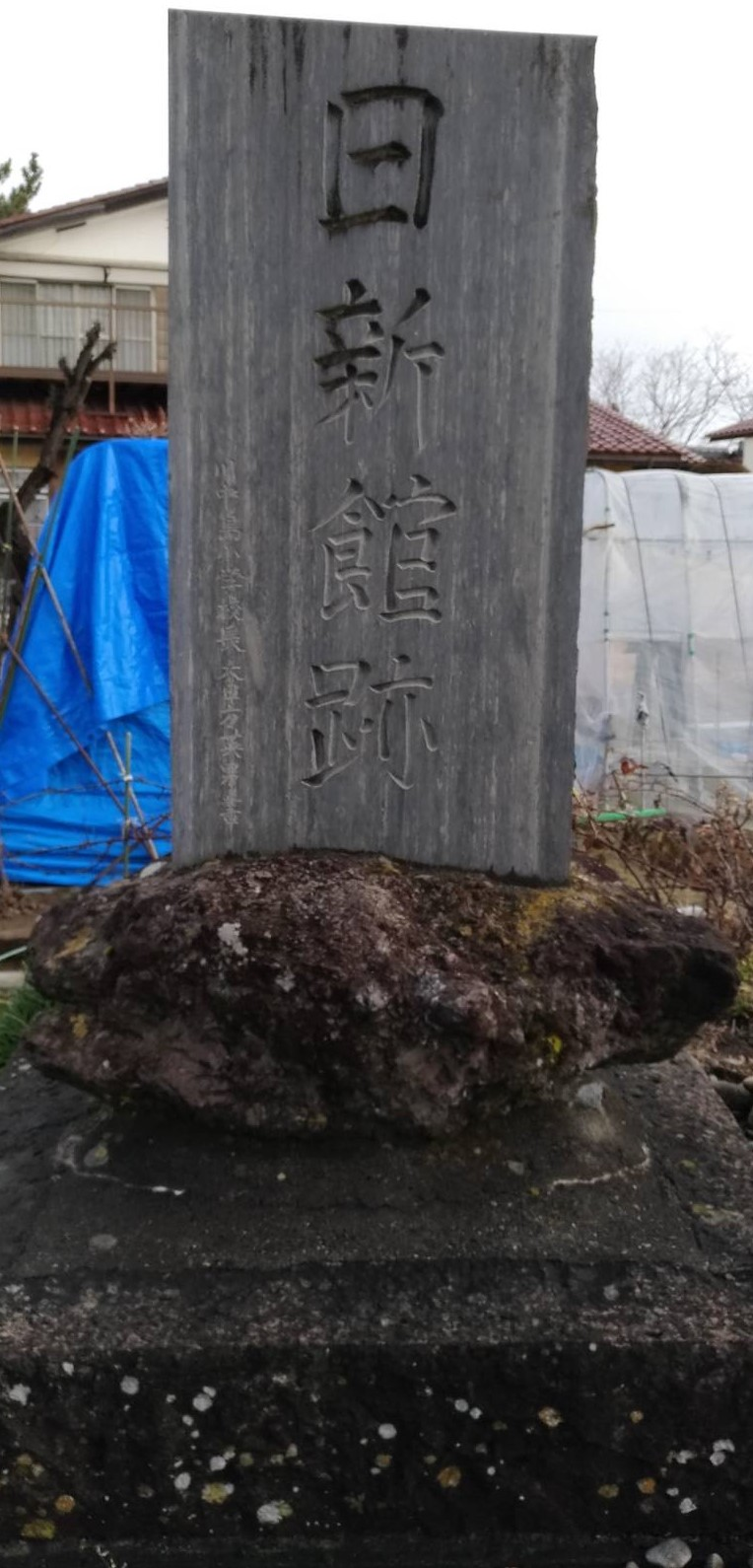
日新館跡地の記念碑

- 1871年 旧塩崎知行所（旗本藤井松平氏）の陣屋門を移築[2]。
- 1888年4月 今里塚田地籍に校舎を新築移転したことに伴い、旧塩崎陣屋門が現・千曲市の民家に移転される[2]。
- 1889年4月 小学校令公布に伴い、「組合立今里尋常小学校」となる。
- 1900年4月「組合立今里尋常高等小学校」に改称。
- 1913年7月「組合立日新尋常高等小学校」に改称。
- 1924年7月 組合立から川中島村立となる。
- 1941年4月 国民学校令により、「川中島村立川中島国民学校」に改称。
- 1947年4月 教育基本法・学校教育法施行に伴い、「川中島村立川中島小学校」に改称。
- 1951年12月6日 校章制定[3]。
- 1956年9月 昭和村と川中島村が合併し川中島町が成立したことに、「川中島町立川中島小学校」となる。
- 1958年2月 校歌制定。（作詞：坂口淳、作曲：町田等[4]）
- 1966年10月 長野市及び他6市町村と合併したことに伴い、「長野市立川中島小学校」となる。
- 1969年11月 創立百周年記念式典を実施、川中島小学校百年史を刊行。
- 1992年12月 松平忠厚愛用の算盤が子孫のベティ松平より寄贈される。
- 1993年4月 川中島小学校・長野市立下氷鉋小学校・長野市立青木島小学校のそれぞれ一部が分離する形で、長野市立三本柳小学校が設置される[5]。
- 1997年4月 あゆみ学級（特別支援学級）設置。
- 1998年2月 長野オリンピック・長野パラリンピックに伴い、オランダ皇太子のウィレム＝アレクサンダー（現在のオランダ国王）が来校。
- 2006年 文部科学省・日本体育協会子どもの体力向上キャンペーンに伴い、苅部俊二が来校。
- 2008年 文部科学省の「特別支援教育研究協力校」に指定される。
- 2019年 創立150周年を迎える。
- 2021年11月 旧塩崎陣屋門を復元し、構内に再移転[2]。

## 通学区域
- 篠ノ井小松原（一部）、川中島町今里、川中島町上氷鉋（一部）、川中島町四ツ屋（一部）、稲里町中氷鉋（一部）、稲里町中央三丁目（一部）[6]

## 進学先中学校
- 長野市立川中島中学校[7]

## アクセス
- JR東日本信越本線川中島駅より徒歩8分